# جون ماكلولين (لاعب كرة قدم)
جون ماكلولين (بالإنجليزية: John McLaughlin)‏ (29 أكتوبر 1954 في المملكة المتحدة - ) هو لاعب كرة قدم بريطاني في مركز الظهير. لعب مع سويندون تاون وكولتشستر يونايتد ونادي بورتسموث ونادي فارم تاون.

## وصلات خارجية
- جون ماكلولين على موقع قاعدة بيانات كرة القدم.إي يو (الإنجليزية)